# Alosa macedonica
Alosa macedonica é uma espécie de peixe da família Clupeidae.
É endémica de Grécia.
Os seus habitats naturais são: lagos de água doce.
Está ameaçada por perda de habitat.